# Ripe San Ginesio
Ripe San Ginesio est une commune de la province de Macerata dans les Marches en Italie.

## Administration
| Période                                  | Période  | Identité           | Étiquette    | Qualité |
| ---------------------------------------- | -------- | ------------------ | ------------ | ------- |
| 14 juin 2004                             | En cours | Alessandro Luciani | Lista Civica |         |
| Les données manquantes sont à compléter. |          |                    |              |         |

### Communes limitrophes
Colmurano, Loro Piceno, San Ginesio, Sant'Angelo in Pontano

### Évolution démographique
Habitants recensés